# Franciszek Honiok
Franciszek Honiok, również Franz Honiok (ur. 1896, zm. 31 sierpnia 1939 w Gliwicach) – uczestnik powstań śląskich, zamordowany podczas prowokacji gliwickiej, rozpoczynającej niemiecki plan inwazji na Polskę, jedna z pierwszych ofiar II wojny światowej.

## Życiorys
Urodził się w 1896 roku na Górnym Śląsku w  wielodzietnej polskiej rodzinie. Miał obywatelstwo niemieckie, był katolikiem i nie miał żony. Mieszkał we wsi Łubie (ówczesnie Hohenlieben), leżącej na ówczesnych terenach III Rzeszy. Opisany został jako niewyróżniający się, niski rolnik.
W latach 20. XX wieku mieszkał w Polsce, w roku 1921 walczył po stronie polskiej podczas powstań śląskich, które nastąpiły po I wojnie światowej. Inne źródła podają, że tylko sympatyzował z Polakami. Po podziale Górnego Śląska w 1922 roku między Polskę a Niemcy, Honiok przeniósł się do części regionu, która znalazła się w granicach Polski. Nie potrafił jednak odnaleźć się w nowym miejscu i w 1925 lub w 1926 roku powrócił do swoich rodzinnych stron (leżących już po stronie niemieckiej), gdzie został zmuszony do walki z deportacją z powrotem do Polski. Kiedy niemieckie władze próbowały go deportować, złożył skargę do trybunału przy Lidze Narodów, który orzekł na jego korzyść. Pozostał w Niemczech, odzyskując obywatelstwo tego kraju, lecz przez następne lata nie krył swoich sympatii propolskich. Zamieszkał w Pyskowicach (ówczesny Peiskretscham), gdzie pracował jako przedstawiciel handlowy w firmie sprzedającej sprzęt rolniczy. Był samotnikiem i nigdy nie założył rodziny. W latach 30. opowiadał się po stronie Polaków. W marcu 1938 wziął udział w odbywającym się w Berlinie kongresie Związku Polaków w Niemczech. W roku 1939 przeniósł się do Polski.

### Aresztowanie i śmierć
Żył samotnie, co prawdopodobnie zwróciło uwagę gestapo, które starało się wybierać ofiary, które nie miałyby żadnej osoby, która mogłaby interweniować po ich zatrzymaniu. 30 sierpnia 1939 roku, po pracy, Honiok został zatrzymany przez SS i Gestapo w gospodzie we wsi Połomia (inne źródła podają, że było to we wsi Łubie). Został wywieziony na wschód do koszar policyjnych w Bytomiu, gdzie podano mu jedzenie i wodę, oraz gdzie spędził noc w prowizorycznej celi zaaranżowanej w jednym z pomieszczeń policyjnego archiwum (inne źródła podają, że przewieziono go do siedziby gestapo w Opolu, gdzie spędził noc). Zatrzymania nie udokumentowano. Przez cały czas, jak zauważyli jego porywacze, był „apatyczny, jego głowa była stale pochylona”. Następnego ranka (inne źródła mówią, że było to około południa) porywacze zabrali go na posterunek policji w Gliwicach i umieścili w izolatce. Krótko przed godziną 20 esesman w białym fartuchu, podający się za lekarza odwiedził Franciszka w jego celi i dał zastrzyk z silnym środkiem odurzającym. Podczas prowokacji gliwickiej, gdy dowódca komanda Alfred Naujocks, zajmował się transmisją, żołnierze SS dostarczyli nieprzytomnego Honioka do budynku i położyli przy tylnych drzwiach. W pewnym momencie – nie wiadomo kiedy – ktoś go zastrzelił. Ciało Honioka ubrane w cywilne ubranie pozostawiono na schodach wejściowych. Do dziś nie jest znana przyczyna jego śmierci. Przyczyną śmierci mogło być zarówno zastrzelenie, jak i przedawkowanie.
SS-Sturmbannführer Alfred Naujocks został poinformowany przez Heinricha Müllera, szefa Gestapo, że ma zostać dostarczony Polak, którego zakrwawione zwłoki mają zostać pozostawione w radiostacji jako niezbity „dowód" polskiej odpowiedzialności za atak. Franciszek Honiok został wybrany, bo jego biografia pasowała do przedstawienia go opinii publicznej jako powstańca śląskiego.

### Odpowiedzialność za śmierć
Alfred Naujocks zarówno podczas przesłuchań przez organy niemieckie, jak i przez aliantów nie przyznawał się do zabicia Franciszka Honioka. Twierdził, że zajmowała się tym specjalna grupa zwana Konservenkommando

## Identyfikacja
Paweł Honiok, jego siostrzeniec i jedyny pozostały krewny, mówił: Nikt nigdy nie chciał rozmawiać o tym, co się stało, to zawsze było tajemnicą. Niemcy kontrolowali nas do 1945 roku, a potem Rosjanie przejęli władzę i nie byli zainteresowani dokopywaniem się do prawdy o tym, co wydarzyło się na początku wojny. Nawet moja własna rodzina bała się o tym mówić.
To, że osobą zastrzeloną podczas prowokacji gliwickiej był Honiok udało się ustalić częściowo dopiero w latach 60. XX wieku. Podczas przesłuchań jeden z pracowników placówki Gestapo w Opolu nie potrafił powiedzieć jak nazywała się zastrzelona osoba, ale potrafił powiedzieć kiedy i gdzie dokonano aresztowania. W roku 1968 funkcjonariusz policji w prokuraturze w Düsseldorfie zeznawał, że Honiok na komendzie w Gliwicach dostał odurzający zastrzyk i prawie nieprzytomny został przewieziony do radiostacji gliwickiej w czasie napadu oddziału Naujocksa. Funkcjonariusz policji, który dokonywał aresztowania „nie wnikał w sprawę, tylko machnął ręką i nie chciał nic wiedzieć o tym przekręcie. Twierdził, że w Gliwicach nikt nie dawał wiary w to, że atak został przeprowadzony przez Polaków.
Personalia Honioka udało się ustalić dopiero pod koniec XX wieku. Uczniowie Szkoły Podstawowej nr 8 w Gliwicach pod kierunkiem nauczyciela historii Krzysztofa Kruszyńskiego napisali książkę „Franz (Franciszek) Honiok 1899–1939. Pierwsza ofiara II wojny światowej”. Praca otrzymała wyróżnienie w ogólnopolskim konkursie „Bohaterowie są wśród nas” i została wydana przez Muzeum w Gliwicach.